# تيربسيكوري

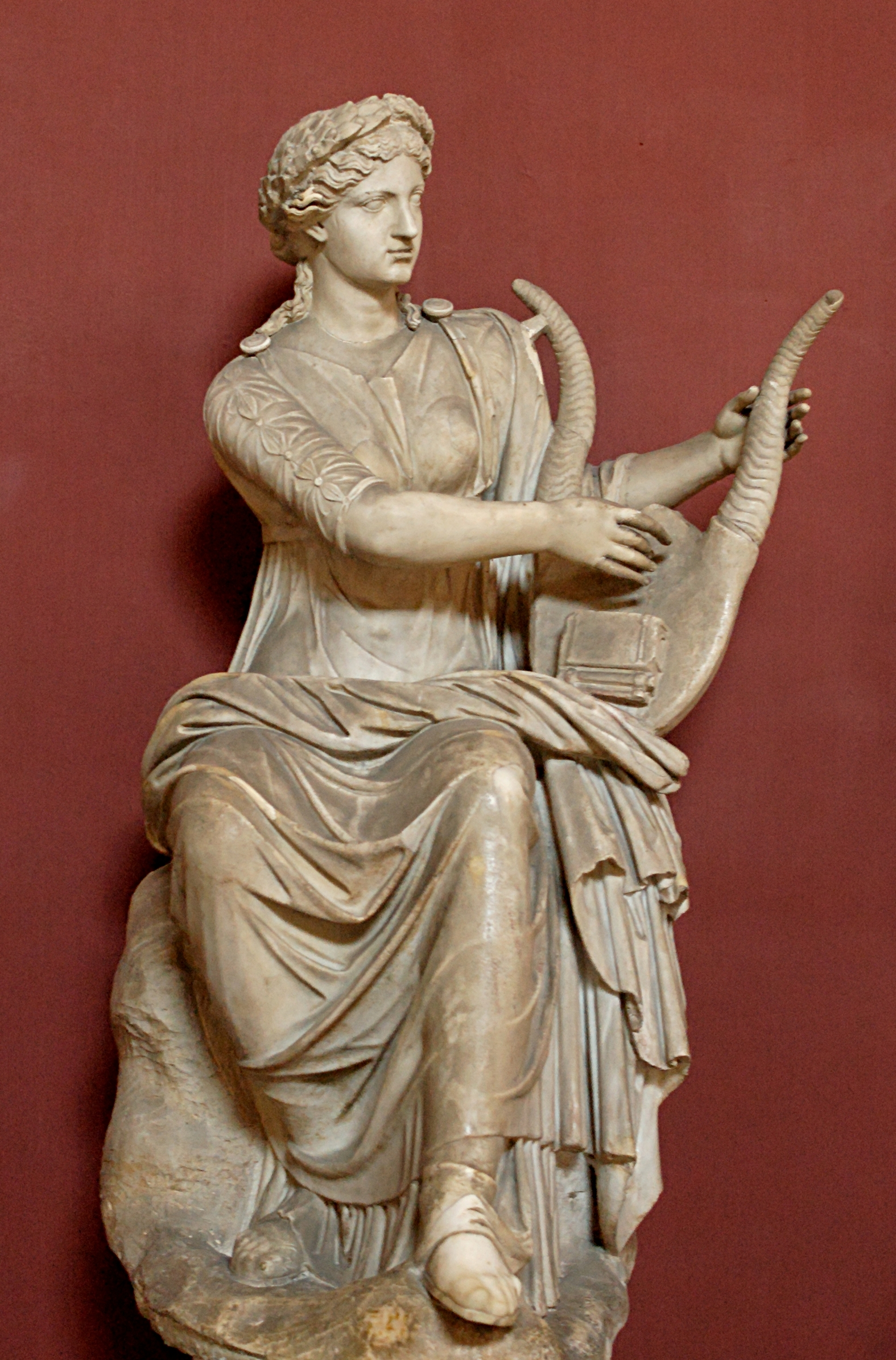
تيربسيكوري تعزف على قيثارتها

تيربسيكوري (باليونانية:Τερψιχόρη) بمعنى "السرور الناتج من الرقص") بحسب الميثولوجيا الإغريقية القديمة، هي إحدى إلهات الإلهام التسع، والتي عنيت بالرقص والغناء الكورسي أو الجماعي. هي ابنة كلًا من زيوس ونيموسيني، تصور في الفنون كامرأة جالسة تعزف على قيثارتها، وقد تحمل معها ريشة موسيقية.
في بعض الأساطير، أنجبت تيربسيكوري زمارات البحر من أكيليوس، ويقال أيضًا بأنها أنجبت لينوس من أبولو.